# Pershing Square
Pershing Square to podziemna stacja dwóch linii metra w Los Angeles - linii B i D znajdująca się w śródmieściu Los Angeles w dzielnicy Jewelry District na rogu South Hill Street i 5th Street. Na poziomie ulicy jest przystanek autobusowy obsługiwany przez autobusy linii J jadące w kierunku północnym w systemie Los Angeles Metro Busway. 

## Godziny kursowania
Pociągi linii metra B i D, kursują codziennie, w przybliżeniu pomiędzy 5:00 a 0:45.
Autobusy linii J kursują w dni robocze, w przybliżeniu od 04:15 do 01:45 i 05:00-1:45 w soboty, niedziele i święta.

## Połączenia autobusowe
Linie autobusowe Metro
- Metro Local: 2, 4, 10, 14, 16, 18, 28, 30, 33, 37, 38, 40, 45, 48, 53, 55, 62, 70, 71, 76, 78, 79, 81, 83, 90, 91, 92, 94, 96, 316, 330, 355, 378
- Metro Express: 460, 487, 489
- Los Angeles Metro Busway: linia J (tylko w kierunku w północnym)

## Atrakcje turystyczne
- Angels Flight
- Grand Central Market
- Hilton Checkers Hotel
- Historic Core/Broadway
- Jewelry District
- Library Tower
- Los Angeles Public Library
- Millennium Biltmore Hotel
- Omni Los Angeles Hotel
- Pershing Square
- Title Guarantee and Trust Company Building
- Angels Knoll park

## Kultura popularna
- 500 dni miłości
- S.W.A.T. Jednostka Specjalna
- Zabójcza broń 3
- Speed: Niebezpieczna szybkość
- He Was a Quiet Man
- Chętni na kasę